# اسقف‌نشین ایران
اسقف‌نشین ایران یکی از چهار اسقف اعظم آنگلیکان در بیت‌المقدس و خاورمیانه است. این اسقف در سال ۱۹۱۲ به عنوان اسقف‌نشین ایران تأسیس شد و در سال ۱۹۵۷ در اسقف اعظم اورشلیم گنجانیده شد.آخرین اسقف آن تا سال ۲۰۱۶ آزاد مارشال بود.
تاریخچه
هانری مارتین در سال ۱۹۱۱ از ایران دیدار کرد. او به شیراز رسیدسپس به تبریز سفر کرد تا سعی کند شاه را با ترجمه فارسی خود از عهد جدید ارائه دهد. سفیر انگلیس قادر به دیدار شاه نبود، اما نسخه خطی را به شاه تحویل داد.انجمن مبلغین کلیسا (CMS) از سال ۱۸۶۹، هنگامی که رابرت بروس یک ایستگاه مأموریت در جلفا در اصفهان ایجاد کرد، در ایران فعال بود.مأموریت CMS در ایران شامل کرمان، یزد (۱۸۹۳) و شیراز (۱۹۰۰) شد، ماری برد، یک مبلغ پزشک، بیمارستانهایی را در کرمان و یزد تأسیس کرد.مأموریت CMS بیمارستان‌ها و مدارس را اداره می‌کرد.پس از استعفای اسقف ادوارد استوارت به عنوان اسقف وایاپو در نیوزیلند، وی سپس از سال ۱۸۹۴ تا ۱۹۱۱ به عنوان مبلغ CMS در جلفا خدمت کرد.
آغاز اسقف‌های آنگلیکان ایران در سال ۱۸۸۳ بود که والپی فرانسوی، یک اسقف اسقف‌نشین، از مسیر ایران به لاهور سفر کرد. در سال ۱۹۱۲، چارلز استیلمن اولین اسقف جدید تقدیس شد. جیمز لینتون در سال ۱۹۱۹ به عنوان اسقف بعدی تقدیس شد. در ۱۸ اکتبر ۱۹۳۵، ویلیام تامپسون مدیر کالج استیوارت یا دبیرستان ادب امروزی  ( داماد دکتر کار) به عنوان سومین اسقف ایران در کلیسای جامع سنت پل لندن تقدیس شد. در ۲۵ آوریل ۱۹۶۱، حسن دهقانی تفتی،(داماد تامپسون ) دانش آموز دبیرستان ادب یا کالج استیوارت  اولین اسقف ایرانی بومی ایران، جانشین وی شد. در ۱۱ ژوئن ۱۹۸۶، ایرج متحده به عنوان پنجمین اسقف ایران تقدیس شد.
هنگامی که ایرج متحده در سال ۲۰۰۴ بازنشسته شد، شواری کلیسایی مرکزی خاورمیانه از آزاد مارشال، اسقف خلیج فارس و اسقف وابسته کلیسا در خاورمیانه دعوت کرد تا نظارت اسقفی را به عنوان اسقف به اسقف‌نشین ایران بدهد. وی در ۵ اوت ۲۰۰۷ توسط منیر انیس، اسقف مصر و رئیس اسقف ECJME در کلیسای سنت پل در تهران نصب شد.

## اسقف‌های اسقف ایران / ایران
- ۱۹۱۲–۱۹۱۷: چارلز استیلمن
- ۱۹۱۷–۱۹۳۵:  جیمز لینتون
- ۱۹۳۵–۱۹۶۰:  ویلیام تامپسون
- ۱۹۶۰–۱۹۹۰: حسن دهقانی تفتی
- ۱۹۸۵–۱۹۹۰: ایرج متحده، دستیار اسقف
- ۱۹۸۵–۲۰۰۲: ایرج متحده (اسقف موقت ۲۰۰۲–۲۰۰۴)
- ۲۰۰۷–۲۰۱۶: آزاد مارشال (اسقف رائی‌وند شد)
  - ۲۰۱۷–۲۰۱۹: آلبرت والترز، دستیار اسقف[۱۴]